# Aleksandr Barjatinski

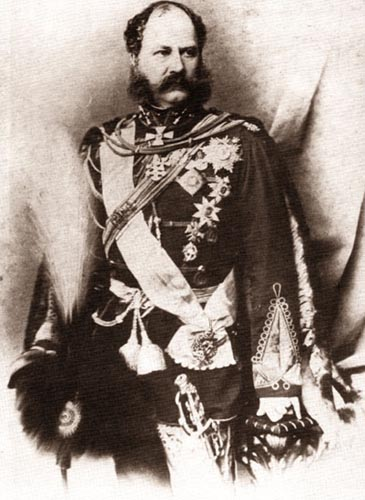
De veldmaarschalk aan het einde van zijn carrière.

Aleksandr Ivanovitsj Barjatinski (Russisch: Александр Иванович Барятинский) (?, 14 mei 1814 of 1815 – Genève, 10 maart 1879) was een Russisch veldmaarschalk. 
Van 1859 tot 1862 was de in 1859 tot vorst ("knjaz") verheven Barjatinski gouverneur van de Kaukasus. Koning Willem III der Nederlanden benoemde hem op 19 februari 1860 tot Grootkruis in de Militaire Willems-Orde.
Het heeft de tsaren veel moeite gekost om de Kaukasus te veroveren. Prins Barjatinski heeft bij die bloedig verlopen Kaukasusoorlog een grote rol gespeeld.
De in 1833 aan de Militaire Academie van Sint-Petersburg afgestudeerde Barjatinski was kornet in de lijfgarde van tsarevitsj Alexander, diende in 1835 met zoveel distinctie in de Kaukasus dat hij een gouden eresabel voor zijn dapperheid ontving en speelde na een kort intermezzo als adjudant van de inmiddels Tsaar geworden Alexander een belangrijke rol in de Kaukasus.
Barjatinski onderscheidde zich bij de verovering van de vesting van de Sjamil en werd daarvoor in 1845 met de Orde van Sint-Joris onderscheiden. In 1846 was hij chef-staf van Veldmaarschalk Ivan Paskevitsj bij het onderdrukken van de opstand in het Poolse Krakau.
Tussen 1848 en 1856 kreeg Barjatinski een leidende rol bij de verovering van de Kaukasus. Hij ontwikkelde nieuwe technieken om de guerrillastrijd van de inheemse islamitische volkeren te beantwoorden.
De op 6 januari 1853 tot adjudant-generaal benoemde Barjatinski werd chef-staf van het Russische leger. Hij leidde in het daaropvolgende jaar de Koerbsk-Dere-campagne die een grote Russische overwinning bracht. In 1856 werd hij bevelhebber van het leger in de Kaukasus.
Als gouverneur wist Barjatinski de vrijheidslievende bergvolkeren onder Russisch gezag te brengen.Ook de Westelijke Kaukasus met de opstandige stammen tussen de Laba en de Belja werden onder zijn leiding onder het Russische juk gebracht.
De jaren in de bergen hebben Barjatinski zozeer uitgeput dat hij op 6 december 1862 van zijn post werd ontheven. Barjatinski vestigde zich in Genève waar hij ook overleed. De tsaar heeft zijn trouwe dienaar Ridder in de Orde van Sint-Andreas, de hoogste Russische onderscheiding, gemaakt.

## Militaire loopbaan
- Cadet: juni 1831[3]
- Kornet: 8 november 1833
- Kolonel: 1845[2]
- Luitenant-generaal: 1852
- Adjudant-generaal: 6 januari 1853[2]
- Generaal der Infanterie: september 1856
- Veldmaarschalk: 1862

## Onderscheidingen
- Grootkruis in de Militaire Willems-Orde op 19 februari 1860[4]
- Orde van St. George, 4e klasse in 1845[2]
- Gouden eresabel voor zijn dapperheid
- Orde van Sint-Andreas in 1845
- Alexander Nevski-orde[2]
- Orde van de Witte Adelaar[2]
- Orde van Sint-Vladimir[2]
  - 2e klasse
  - 3e klasse
  - 4e klasse
- Orde van Sint-Anna[2]
  - 1e klasse
  - 2e klasse
  - 3e klasse
  - 4e klasse